# Die Blanka, ja die Blanka
Die Blanka, ja die Blanka (von der Živnostenská banka) ist der Titel eines Foxtrottschlagers, dessen Musik der tschechische Komponist Jara Beneš 1924 als sein Opus 19 geschrieben hat. Einen deutschen Text dichtete darauf Fritz Löhner unter seinem Künstlernamen Beda.

## Hintergrund
Das Lied erschien 1924 im Wiener Bohème-Verlag Berlin-Wien. Es fand auch Aufnahme in den Sammelband IV der Reihe „Zum 5 Uhr Tee“, die der Wiener Bohème-Verlag Berlin-Wien gemeinschaftlich mit dem Musikverlag von Anton J. Benjamin in Leipzig auflegte.
Eric Charell verwendete es neben anderen amerikanischen Schlagern als Einlage in die Revue “An alle!”, die er im Herbst 1924 als „Die große Schau im großen Schauspielhaus in zwei Akten und zwanzig Bildern“ im Großen Schauspielhaus in Berlin aufführte.
Und “An alle!” nannte Martin Uhl sein „Drittes Wiener Bohème-Potpourri“, Opus 223, das er aus Melodien der Revue zusammenstellte, die im Wiener Bohème-Verlag erschienen waren. Hier ist das Stück als Nr. 8 auf der Seite 8 der Ausgabe enthalten.
Der Titel wurde von namhaften Tanzorchestern der Weimarer Republik wie Dajos Béla, Bernard Etté, Jenö Fesca und Marek Weber auf Grammophonplatten gespielt. Es sangen ihn Tenöre wie Max Kuttner und Jacques Rotter, auch der Kabarettsänger Robert Koppel machte eine Aufnahme davon mit dem Orchester Edith Lorand.

## Kehrreim
Die Blanka, ja die Blanka

Von der Živnostenská Banka

Sitzt mit unnahbarer Miene

Bei der dritten Schreibmaschine.

Ja die Blanka, ja die Blanka!

Vorne üppig, hinten schlank,

Sie weiß was, sie weiß was

Auf alle, alle durch die Bank.

## Notenausgaben
- Jara  Beneš: Die Blanka, ja die Blanka! Lied und Foxtrot. Wien, Wiener Boheme Verlag (Verlags-Nr. W.B.V. 606) © 1924. Fol., 3 S., blattgroßer Farbtitel, sign. „Dely“: Frau an Schreibmaschine, dahinter fünf Männer.
- Zum 5 Uhr Tee (Five O’Clock Tea) Band IV. Eine Sammlung 19 ausgewählter Tanz-, Operetten- und Liederschlager. Gemeinschaftlicher Verlag: Anton J. Benjamin, Leipzig-Milano. Wiener Bohème-Verlag (Otto Hein) Berlin-Wien-New York.
- Jara Beneš – Die Blanka, ja die Blanka. Gesang und Klavier. BMG UFA Musikverlage. Bestellnummer: UFA14341

## Tondokumente
gesungen
- Die Blanka, ja die Blanka von Jara Beneš. Gesungen von Jacques Rotter mit Orchesterbegleitung. Odeon 306.808 (Matr. Ve 1145), aufgen. Wien 1924[7]
- Die Blanka, ja die Blanka (Jára Beneš/Fritz Löhner-Beda) Max Kuttner, Tenor, mit Paul-Godwin-Ensemble. Schallplatte “Grammophon” 20 130 / B 42195 (mx. 1988 ax) - aufgen. Berlin, November 1924[8]
- Die Blanka, ja die Blanka. Shimmy-Blues (Jára Beneš/Fritz Löhner-Beda) aus „An alle!“  Robert Koppel, Bariton mit Edith-Lorand-Orchester. Beka B. 5164-I (Matr. 32 489) aufgen. 13. September 1924[9]

instrumental
- Die Blanka, ja die Blanka. Shimmy-Blues (Jara Beneš) Künstler-Kapelle Dajos Béla. Odeon AA 50 151 / O-7165 (xxB 8282), aufgen. 11. August 1924[10]
- Die Blanka, ja, die Blanka: Foxtrot/Jara Beneš. Orchester Marek Weber. Parlophon P.1751 (Matr. 2-7528)[11]
- Die Blanka ja die Blanka: Foxtrott (M: Jara Beneš) Orchester Bernard Etté. Vox 1751 (Matr. 2445 B)
- Ja die Blanka, ja die Blanka: Foxtrot/Jara Beneš. Jenö Fesca. Homocord B.8543 (Matr. M 51 636), im wax A19 9 24
- Ja die Blanka, ja die Blanka: Foxtrot/Jara Beneš. Isiphon-Blas-Orchester. Isiphon-Concert-Record 848 (Matr. 6640)
- Die Blanka, ja die Blanka. Shimmy-Blues (Jara Beneš) Karl Haupt und sein Orchester. Gramola/HMV AM 172 (Matr. BT 959-I), aufgen. Prag 27. Oktober 1924[12]

im Potpourri
- An alle! Drittes Wiener Bohème-Potpourri, zusammengestellt von Martin Uhl op. 223, 1. und 2. Teil. Orchester Edith Lorand. Parlophon P. 1914-I und -II (Matr. 2-7912 und 2-7913), aufgen. 7. Februar 1925[13]